# Camponotus dolichoderoides
Camponotus dolichoderoides é uma espécie de inseto do gênero Camponotus, pertencente à família Formicidae.